# Cupa României 1948-1949
Ediția 1948-1949 a fost a 12-a ediție a Cupei României la fotbal. Pentru prima dată trofeul a fost câștigat de CSCA București, viitoarea Steaua București. Finala cu CSU Cluj a fost cea mai întârziată finală a competiției din punct de vedere calendaristic, având loc cu cinci zile înainte de Crăciun. A fost prima finală arbitrată de un arbitru din afara Bucureștiului: Adalbert Kincs din Lugoj.

## Șaisprezecimi
| Data     | Echipa gazdă                             | Scor         | Echipa oaspete                  |
| -------- | ---------------------------------------- | ------------ | ------------------------------- |
| 03.09.49 | Șoimii Sibiu (Div.2)                     | 6 - 1        | (Div.1) CFR Cluj                |
| 04.09.49 | ARLUS Bacău (Div.2)                      | 0 - 4        | (Div.1) Juventus București      |
| 04.09.49 | Dermata Cluj (Div.2)                     | 0 - 3        | (Div.1) CS Târgu Mureș          |
| 04.09.49 | Gloria CFR Galați (Div.2)                | 0 - 2        | (Div.1) CFR București           |
| 04.09.49 | Corvinul (Div.3)                         | 2 - 0        | (Div.1) Jiul Petroșani          |
| 04.09.49 | Hârtia Piatra Neamț (Div.3)              | 1 - 7        | (Div.1) CSCA București          |
| 04.09.49 | Industria Bumbacului București (Div.Inf) | 4 - 2        | (Div.Inf) Venus București       |
| 04.09.49 | Arsenal Sibiu (Div.2)                    | 2 - 1        | (Div.1) Dinamo                  |
| 04.09.49 | Muntenia Moreni (Div.2)                  | 2 - 1        | (Div.1) Gaz Metan Mediaș        |
| 04.09.49 | ACS Electrica Timișoara (Div.3)          | 1 - 2 (d.p.) | (Div.1) CA Oradea               |
| 04.09.49 | Prahova Ploiești (Div.2)                 | 2 - 1        | (Div.2) Unirea Tricolor         |
| 04.09.49 | CAM Timișoara (Div.2)                    | 2 - 1        | (Div.1) UTA Arad                |
| 04.09.49 | Turnu Severin (Div.2)                    | 2 - 3        | (Div.1) CFR Timișoara           |
| 04.09.49 | CFR Târgu Mureș (Div.3)                  | 2 - 3        | (Div.1) Știința Cluj            |
| 04.09.49 | Metalul București (Div.1)                | 4 - 3        | (Div.Inf) Grafica MSB București |
| 04.09.49 | Crișana Oradea (Div.2)                   | 0 - 31       | (Div.1) Poli Timișoara          |

1 Rezultat decis la masa verde deoarece CFR a folosit trei jucători care nu îi aparțineau. Pe teren, CFR a câștigat cu 3-1.

## Optimi
| Data     | Echipa gazdă       | Scor         | Echipa oaspete                 |
| -------- | ------------------ | ------------ | ------------------------------ |
| 16.10.49 | Muntenia Moreni    | 5 - 2        | Metalul București              |
| 16.10.49 | Juventus București | 6 - 2        | Industria Bumbacului București |
| 16.10.49 | Corvinul           | 0 - 2        | Șoimii Sibiu                   |
| 16.10.49 | CS Târgu Mureș     | 0 - 1        | Știința Cluj                   |
| 19.10.49 | CFR Timișoara      | 4 - 0        | CAM Timișoara                  |
| 25.10.49 | Poli Timișoara     | 1 - 3        | CA Oradea                      |
| 03.11.49 | Arsenal Sibiu      | 0 - 3        | CSCA București                 |
| 06.11.49 | Prahova Ploiești   | 1 - 2 (d.p.) | CFR București                  |

## Sferturi
| Data     | Echipa gazdă       | Scor  | Echipa oaspete  |
| -------- | ------------------ | ----- | --------------- |
| 05.11.49 | Șoimii Sibiu       | 3 - 2 | Muntenia Moreni |
| 06.11.49 | Juventus București | 0 - 1 | CA Oradea       |
| 06.11.49 | CFR Timișoara      | 0 - 1 | Știința Cluj    |
| 11.12.49 | CSCA București     | 2 - 1 | CFR București   |

## Semifinale
| Data     | Echipa gazdă   | Scor  | Echipa oaspete |
| -------- | -------------- | ----- | -------------- |
| 11.12.49 | CA Oradea      | 0 - 1 | Știința Cluj   |
| 15.12.49 | CSCA București | 5 - 0 | Șoimii Sibiu   |

## Finala
| 19 decembrie 1949 14:00 | CSCA București              | 2 – 1 | Știința Cluj | Stadionul ICAS, București Spectatori: 12.000 Arbitru: Adalbert Kincs (Lugoj) |
| 19 decembrie 1949 14:00 | Moldoveanu 39' Ferenczi 74' |       | Zehan 68'    | Stadionul ICAS, București Spectatori: 12.000 Arbitru: Adalbert Kincs (Lugoj) |

| CSCA:          |                         |
|                |                         |
| P              | Traian Ionescu          |
| F              | Alexandru Apolzan       |
| F              | Adalbert Androvici      |
| F              | Ștefan Rodeanu          |
| M              | Ștefan Balint           |
| M              | Ștefan Onisie           |
| A              | Anton Fernbach Ferenczi |
| A              | Gavril Serfözö          |
| A              | Andrei Frentz           |
| A              | Nicolae Drăgan          |
| A              | Petre Moldoveanu        |
| Antrenor:      |                         |
| Francisc Rónay |                         |

| CSU CLUJ:     |                  |
|               |                  |
| P             | Vasile Cristea   |
| F             | Emeric Ioanovici |
| F             | Mircea Luca      |
| F             | Mircea Tarău     |
| M             | Gheorghe Crăciun |
| M             | Lucian Mihuț     |
| A             | Iosif Lutz       |
| A             | Ilie Copil       |
| A             | Ștefan Kovacs    |
| A             | Mircea Biolan    |
| A             | Justin Zehan     |
| Antrenor:     |                  |
| Iuliu Baratky |                  |